# Раппе Еммі Кароліна
Еммі Кароліна Раппе (швед. Emmy Carolina Rappe 14 січня 1835, Швеція, Шведсько-норвезька унія — 19 жовтня 1896, Швеція, Шведсько-норвезька унія) — шведська медсестра і директор школи сестер милосердя. Одна з піонерів і родоначальників системи навчання медичних сестер в Швеції.
Народилася в знатній сім'ї барона Адольфа Фредеріка Раппе і Ульріки Катаріни Вільгельміни Хаммаршельд. Була визнана відповідною кандидатурою серед тих, хто міг би заснувати в Швеції власну школу для навчання професійних сестер милосердя, для чого в 1866 році її відправили вчитися в Школу сестер милосердя і акушерок Флоренс Найтінгейл при лікарні Святого Фоми в Лондоні.
У 1867-му році повернулася до Швеції, навчалася в Сальгренскій лікарні (Sahlgrenska sjukhuset) і в інших клініках Стокгольма, після чого її призначили головною медсестрою і директором незадовго до цього відкритої школи сестер милосердя в Уппсалі . У 1877 році перевелася в центральну лікарню Уппсали. Після виходу на пенсію в 1886 році займалася інспекцією лікарень.
Нагороджена Королівською медаллю — Ілліс Кворум (1895).

## Вшанування пам'яті
Дорога в Уппсалі названа на честь неї: Еммі Раппе (Emmy Rappe Street).